# Palaeospongillidae
Palaeospongillidae is een uitgestorven familie van sponsdieren uit de klasse van de Demospongiae (gewone sponzen). 

## Geslachten
- Eospongilla Dunagan, 1999 †
- Lutetiospongilla Richter & Wuttke, 1999 †
- Palaeospongilla Ott & Volkheimer, 1972 †